# Náměstí Republiky (Podgorica)
Náměstí Republiky (černohorky: Трг Републике, trg republike) je největší, nejvýznamnější a nejdůležitější náměstí v Podgorici, metropoli Černé Hory. Rozkládá se na ploše 15 000 m2. Společně s ulicí Svobody je to nejvýznamnější obchodní a komerční čtvrť města.

## Historie
Za dob Černohorského království zde nechal král Nikola I. vybudovat malou promenádu a tržiště. Po začlenění Černé Hory do Jugoslávie zde vzniklo nové náměstí, pojmenované po králi Alexandru I. Po bombardování Podgorice v roce 1990 bylo vybudováno nové město se širokými bulváry, tehdejší náměstí Alexandra I. bylo přejmenováno na Hlavní náměstí. Po osamostatnění Černé Hory v roce 2006 bylo náměstí kompletně zrenovováno, přestavěno a přejmenováno na náměstí Republiky.

### Rekonstrukce 2006
V roce 2006 schválil vláda Černé Hory program kompletní rekonstrukce náměstí a okolní čtvrti. Architektem tohoto projektu se stal Ing. arch. Mladen Djurović. Vzhledem k tomu, že se mělo náměstí Republiky stát důležitým centrem města, byly pro tento program vybrány ty nejkvalitnější stavební materiály. Moderně navržené objekty se staly dominantou celé čtvrti.

## Vzhled
Náměstí Republiky se rozkládá na ploše 15 000 m2. Má tvar obdélníku, po delších stranách jsou vysázeny aleje dubů a palem. Uprostřed náměstí dominuje kruhová fontána. Na budovách okolo náměstí visí řada nejrůznějších billboardů a prospektů.

## Významné objekty

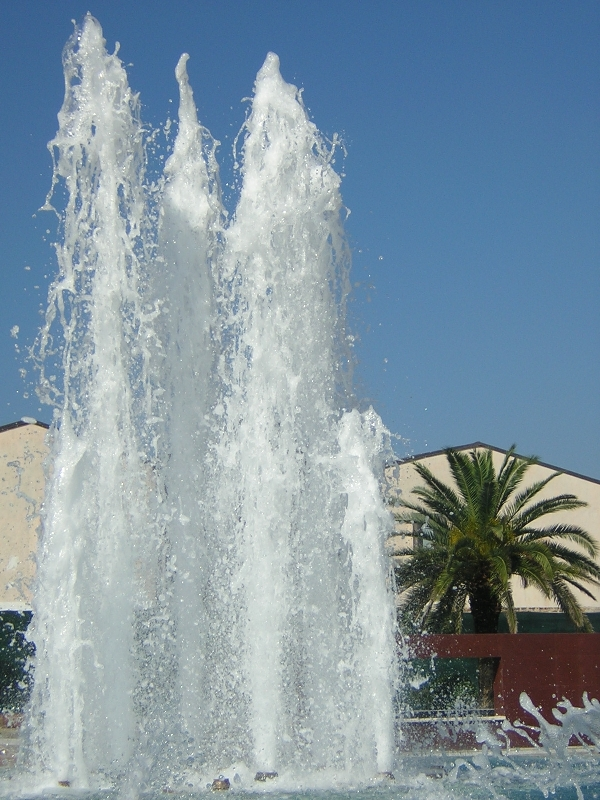
Fontána na náměstí Republiky

- Fontána na náměstí Republiky byla navržena Mladenem Djurovićem v rámci rekonstrukce v roce 2006. Má kruhový tvar a stojí ve středu náměstí. Každý večer bývá osvětlena nejrůznějšími barevnými variacemi;

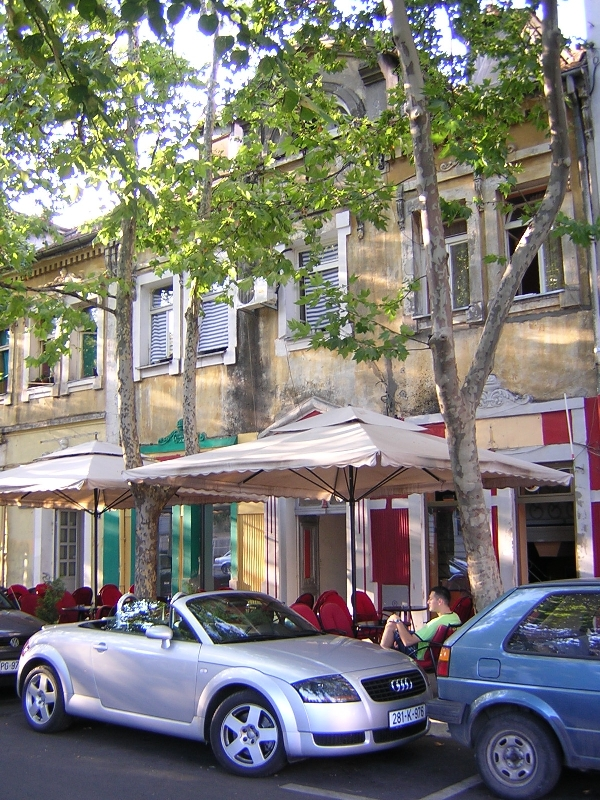
Ulice Svobody

- Ulice Svobody (Улица слободе, ulica slobode) je nejvýznamnější obchodní ulicí v Podgorice. Své prodejny zde má spousta světoznámých komunikačních, finančních, elektronických, oděvních, cestovních a dalších společností. Dále se na této ulici nachází přední vyhlášené restaurace, nabízející na svých jídelních lístcích pokrmy černohorské kuchyně, ale i italské, španělské, řecké, anglické nebo orientální pokrmy. Na českou kuchyni se zde specializuje malá restaurace Boiohaemum. V ulici Svobody se např. nacházejí prodejny společností:
  - ProMonte
  - T-Mobile
  - Černohorská centrální banka
  - Mango
  - Baťa
  - United Colors of Benetton
  - Diesel
  - Intersport
  - Lacoste
  - Adidas
  - Panasonic
  - Kodak
  - Montenegro Airlines
  - Jat Airways
  - Vektra Aviation
  - MALÉV Hungarian Airlines

a další;
- Restaurace Podgorica, Svoboda nebo Anastasia se specializují na černohorskou kuchyni
- Restaurace Bella Roma se zaměřuje na italskou kuchyni
- dalšími významnými restauracemi jsou Mellody, Kókjó palace nebo Rotta;
- Palác Ražnatovićů, budova postavena v roce 1954 v neoklasicistním slohu, slouží jako sídlo velvyslanectví Severní Makedonie.
- Černohorská národní knihovna'

## Současnost
V současnosti je náměstí Republiky jedním z nejrušnějších míst v Podgorici. Návštěvníky nejvíce láká krásné architektonické provedení, ale hlavně spousta prodejen, restaurací, hotelů, klubů a jiných společností.